# Trest smrti v Alžírsku
Trest smrti v Alžírsku je legální forma trestu. Navzdory jeho zákonnosti byla poslední poprava v zemi vykonána v roce 1993, kdy bylo popraveno sedm blíže nejmenovaných islámských teroristů. Jediným legálním způsobem popravy je v Alžírsku zastřelení popravčí četou. V trestním zákoníku zůstává trest smrti zachován za trestný čin špionáže, vlastizrady, vraždy za přitěžujících okolností, kastrace s následkem smrti, žhářství (nebo destrukce pomocí výbušných zařízení) budov, vozidel nebo sklizně s následkem smrti, úmyslné ničení vojenského vybavení s následkem smrti, pokusy o změnu režimu nebo akce zaměřené na podněcování nepokojů, ničení území, sabotáž veřejných a ekonomických služeb, masakry, účast v ozbrojených skupinách nebo v povstaleckých hnutích, padělání, terorismus, mučení a další krutost, únos, krádež za přitěžujících okolností, některé trestné činy podle vojenského práva, otravu, pokus o trestný čin způsobilý k uložení trestu smrti, za některé případy recidivy či křivé svědectví vedoucí k vynesení rozsudku smrti nad nevinným.
Alžírsko v letech 2007, 2008, 2010, 2012, 2014, 2016, 2018 a 2020 hlasovalo pro přijetí moratoria OSN na trest smrti.